# Lee Ho-jik
Lee Ho-jik (ur. 20 listopada 1969) – południowokoreański zapaśnik w stylu wolnym. Zajął 19 miejsce na mistrzostwach świata w 1995. Srebrny medalista mistrzostw Azji w 1992 roku.